# Прудовка (приток Неи)
Прудовка — река в Поназыревском районе Костромской области России. Устье реки находится в 58,8 км по правому берегу реки Неи. Длина реки составляет 26 км, площадь водосборного бассейна — 141 км².
Исток реки находится в лесу в 16 км северо-западнее Поназырево. Река течёт на юг-восток, в верхнем и среднем течении по ненаселённому лесу, в нижнем протекает через посёлок Поназырево, а также деревни Фёдоровское и Быстрово. Крупнейший приток — Дубовка (правый). Впадает в Нею ниже Поназырево рядом устьем реки Берёзовая.

## Данные водного реестра
По данным государственного водного реестра России относится к Верхневолжскому бассейновому округу, водохозяйственный участок реки — Ветлуга от истока до города Ветлуга, речной подбассейн реки — Волга от впадения Оки до Куйбышевского водохранилища (без бассейна Суры). Речной бассейн реки — (Верхняя) Волга до Куйбышевского водохранилища (без бассейна Оки).
Код объекта в государственном водном реестре — 08010400112110000042025.